# Sibangea
Sibangea là một chi thực vật có hoa trong họ Putranjivaceae.

## Loài
Chi Sibangea gồm 3 loài:
- Sibangea arborescens Oliv.
- Sibangea pleioneura Radcl.-Sm.
- Sibangea similis (Hutch.) Radcl.-Sm.